# ۱۷۶۴ (میلادی)
۱۷۶۴ (میلادی) هزار و هفتصد و شصت و چهارمین سال تقویم میلادی است.

## زادگان
- 12 ژانویه - سر هارفورد جونز : دیپلمات و اولین وزیر مختار بریتانیا در ایران.
- ۲۶ مه – ادوارد لیوینگستون، سیاست‌مدار و دیپلمات آمریکایی (د. ۱۸۳۶)

## درگذشتگان
- ۲ سپتامبر – ناتانیل بلیس، ریاضی‌دان و ستاره‌شناس بریتانیایی (ز. ۱۷۰۰)
- ۲۰ نوامبر – کریستین گلدباخ، ریاضی‌دان آلمانی (ز. ۱۶۹۰)